# Route 417 (Terre-Neuve-et-Labrador)
Pour les articles homonymes, voir Route 417.
La route 417 est une route tertiaire de la province de Terre-Neuve-et-Labrador d'orientation nord-sud située dans le nord de l'île de Terre-Neuve, sur la péninsule Baie Verte. Elle est une route faiblement empruntée, reliant la route 414 à Pacquet, situé sur le nord-est de la péninsule. Route alternative des routes 410 et 414, elle est nommée Pacquet Road, mesure 11 kilomètres, et est une route de gravier sur l'entièreté de son tracé.

## Communautés traversées
- Woodstock
- Pacquet